# Move Your Ass!
A Move Your Ass! a Scooter 1995-ben megjelent második kislemeze bemutatkozó, "...And The Beat Goes On!" című debütáló lemezéről. Akárcsak az azt megelőző Hyper Hyper, ez is aranylemez lett Németországban.
A dal a mai napig rendkívül népszerű, rendszeresen játsszák koncerteken a ráadás-blokkban utolsó számként.

## Számok listája
A "Video Edit" valamivel hosszabb, mint az eredeti változat, ez hallható a videoklip alatt. A bakelitváltozatra az albumon is hallható hosszabb verzió hallható.
1. Move Your Ass! (Video Edit) – 03:55
2. Move Your Ass! – 03:25
3. Back In Time – 07:04

### Move Your Ass! - The Remixes
1995. március 14-én jelent meg a kislemez csak remixeket tartalmazó kiadása, az alábbi számokkal.
1. Move Your Ass! (Ultra-Sonic Remix) - 7:15
2. Move Your Ass! (Mandala Remix) - 6:23
3. Move Your Ass! (Para-Dizer Remix) - 3:22
4. Move Your Ass! (Alien Factory Remix) - 5:30
5. Move Your Ass! (Mega'Lo Mania - Acid Mania Mix) - 5:48
6. Move Your Ass! (Men Behind Remix) - 5:56
7. Move Your Ass! (Matiz Remix) - 5:26

Kizárólag a bakelitváltozaton kapott helyet a "Mega'Lo Mania-Trance Dub Mix" című változat.

### The Move Your Ass E.P.
1995. október 6-án Nagy-Britanniában a kislemez egy speciális változata jelent meg, négy számmal. Bakeliten is megjelent, erre a dalok hosszabb verziói kerültek fel. Csak ezen a kiadványon hallható a "Platinum People Remix".
1. Move Your Ass! (Video Edit) - 3:55
2. Friends - 4:40
3. Endless Summer (Radio Edit) - 3:55
4. Move Your Ass! (Platinum People Remix) - 7:46

## Más változatok
2002-ben az "Encore - Live and Direct" című kiadványra, 2006-ban az Excess All Areas koncertlemezre is felkerült.
Sido, Kitty Kat és Tony D "Beweg Dein Arsch!" címmel készített 2009-ben egy saját változatot, mely a Hands On Scooter-albumon meg is jelent. A 2014-es The Fifth Chapter-albumra Stefan Dabruck remixe is felkerült, a limitált kétlemezes kiadásra. A 2006-os "Scooter Hands On - The Fanremixes" című összeállításon egy STB Remix kapott helyet. A The Gutter Techno Experience című albumon Skeeter "Move Yer Ass"-e és Laf o "Scooter Can You Smell Your Ass"-e hallható. Noisecontrollers 2018-ban készített egy hardstyle remixet a dalból.
2010-ben az Under The Radar Over The Top Tour során az Endless Summerrel és a Hyper Hyperrel együtt került egy blokkba, méghozzá felújított, hardstyle verzióban. 2018-ban a Noisecontrollers remix váltotta le ezt.

### Egyéb megjelenések
A "Back In Time" B-oldal helyet kapott a 2012-es "The Big Mash Up Tour" programjában, felújított hangzással. 2019-ben ugyanez a dal helyet kapott a Kontor Records által kiadott "Nature One - The History (1995-2019)" című válogatáslemezen. Ugyanezt a dalt a Performing Arts "Starship" című számában nem sokkal a megjelenést követően feldolgozta.

## Videoklip
Története szerint H.P.-t mindenféle kísérleteknek vetik alá tudósok, de Rick és Ferris úton vannak, hogy kiszabadítsák.

## Közreműködtek
- H.P. Baxxter (szöveg)
- Rick J. Jordan, Ferris Bueller (zene)
- Marc Schilkowski (borító)
- Rodger Hughes és Mallorca Lee (Ultra-Sonic)
- Raymond Beyer és Tom Weyer (Mandala)
- Lars Döller és Ralf Merlé (Para-Dizer)
- Bob Henning, Hendrik Wilhelms és Stefan Müller (Alien Factory)
- Nils Ruzicka és Ramon Zenker (Mega 'Lo Mania)
- Jörg Dewald, Peter Alexander, Todd Canard (Men Behind)
- Hayo Lewerentz, Helmut Hoinkis, Ingo Hauss (Matiz)